# Michele Caccavale
Michele Caccavale (Marciana, 13 luglio 1947 – Roma, 2 gennaio 2019) è stato un politico italiano.

## Biografia
Diploma di licenza media superiore, funzionario di banca, residente a Nettuno.
Dopo aver militato nella Democrazia Cristiana, viene eletto nel marzo 1994 deputato di Forza Italia nel collegio laziale di Pomezia. Dopo essere entrato in collisione con i vertici del partito, non era stato candidato nelle successive elezioni.
È morto nel gennaio 2019 a 71 anni in seguito ad un malore.

## Opere
- Il grande inganno, Milano, Kaos Edizioni, 1997  ISBN 88-7953-061-5